# Rom 5:12
| Оценки критиков | Оценки критиков                                             |
| Источник        | Оценка                                                      |
| --------------- | ----------------------------------------------------------- |
| About.com       | [heavymetal.about.com/od/cdreviews/fr/mardukrom.htm ссылка] |
| Allmusic        | ссылка                                                      |
| Blabbermouth    | ссылка                                                      |

Rom 5:12 — десятый студийный альбом группы Marduk, вышедший 24 апреля 2007 года на лейбле Blooddawn Productions (в России на CD-Maximum в ноябре 2007 года). CD-версия альбома содержит массивный 44-страничный буклет.

## Об альбоме
Название альбома означает «Римлянам, глава 5, стих 12», то есть указание на конкретные слова в Новом завете. А именно:
Посему, как одним человеком грех вошёл в мир, и грехом смерть, так и смерть перешла во всех людей, потому что в нём все согрешили.
В записи трека «1651» принимали участие Arditi.

## Список композиций
| №   | Название                         | Длительность |
| --- | -------------------------------- | ------------ |
| 1.  | «The Levelling Dust»             | 5:11         |
| 2.  | «Cold Mouth Prayer»              | 3:28         |
| 3.  | «Imago mortis»                   | 8:36         |
| 4.  | «Through the Belly of Damnation» | 4:19         |
| 5.  | «1651»                           | 4:54         |
| 6.  | «Limbs of Worship»               | 4:24         |
| 7.  | «Accuser/Opposer»                | 8:43         |
| 8.  | «Vanity of Vanities»             | 3:40         |
| 9.  | «Womb of Perishableness»         | 7:01         |
| 10. | «Voices from Avignon»            | 5:08         |

## Участники записи
- Morgan Steinmeyer Håkansson — гитара
- Mortuus Arioch — вокал
- Magnus Devo Andersson — бас
- Emil Dragútinovic — ударные в 1, 2, 4, 6, 8 и 10 треках
- A. Gustafsson — ударные в 3, 7 и 9 треках

### Гостевой вокал
- Joakim Göthberg в Cold Mouth Prayer
- Naihmass Nemtheanga в Accuser / Opposer